# Relación sexual

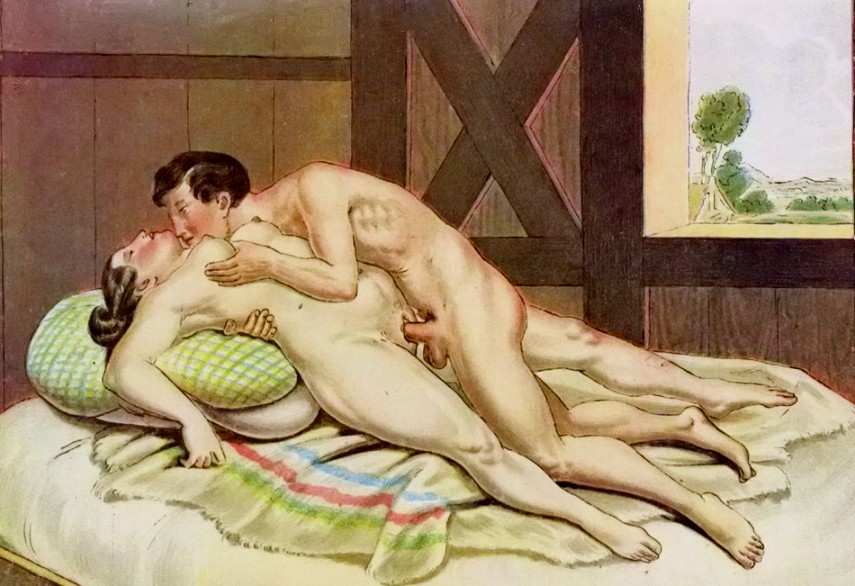
In der Scheune (En el granero), obra del del austriaco Peter Fendi, donde se muestran caricias en los pechos y coito vaginal.

Una relación sexual es el conjunto de comportamientos que realizan al menos dos personas con el objetivo de dar y recibir placer sexual. Las relaciones sexuales pueden incluir muchas prácticas como las caricias sexuales, el sexo oral o el coito.
Existen diferentes puntos de vista sobre lo que constituye una relación u otra actividad sexual, lo que puede afectar la visión de la salud sexual.

## Terminología
Habitualmente el término relaciones sexuales se utiliza para referirse al cortejo y comportamiento sexual de los seres humanos y el término apareamiento se utiliza para referirse al resto de animales. 

### Terminología coloquial
En lengua española, muchos de términos se utilizan coloquialmente para hacer referencia, en los seres humanos, a las relaciones sexuales, al acto sexual, al coito, como follar, coger, chingar, singar, garchar, echar un polvo, echar un cuete, fornicar.

## Prácticas sexuales
Las prácticas pueden ser divididas, como primera aproximación, en coitales y no coitales. Dentro de las no coitales se encuentran tales prácticas como:
- Magreo, abrazos, caricias y besos.
- Juegos sexuales.
- Masturbación mutua.
- Sexo oral dirigido hacia los genitales (felación, cunnilingus, 69), el ano (anilingus) u otras partes del cuerpo (por ejemplo, los pezones).
- Sexo genital-genital sin penetración: tribadismo y frot.

### Coito o cópula

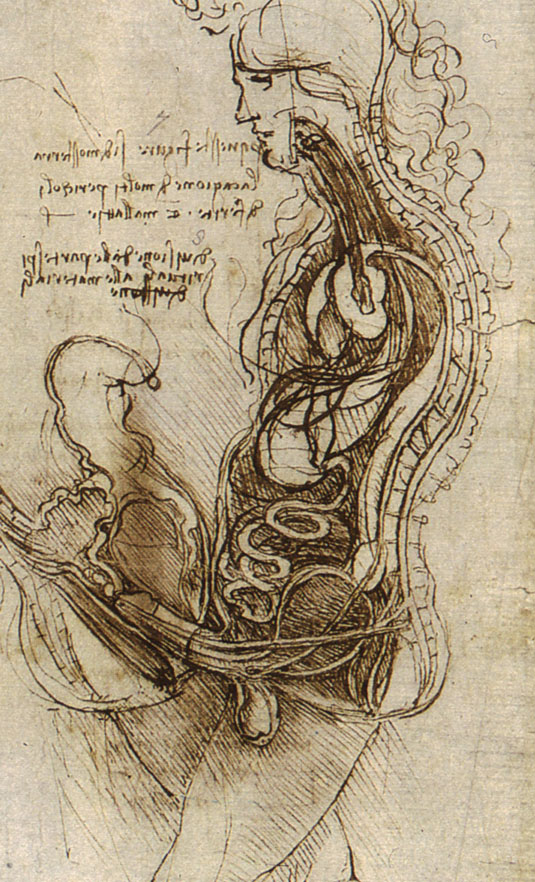
Dibujo de Leonardo da Vinci de una pareja humana hemiseccionada durante el coito.

El coito, cópula (del latín: co-iter, ‘marcha en común’ o ‘ir en común’) consiste en la introducción del pene en la vagina o el ano. En los seres humanos el coito es una de las prácticas sexuales que forma parte de la relación sexual. Los autores suelen usar la palabra coito para hacer referencia al vaginal.

#### Vaginal
El coito vaginal consiste en la introducción del pene en la vagina. Es la práctica sexual que, entre personas fértiles, tiene más probabilidades de resultar en la fecundación y embarazo por lo que es el blanco de algunos métodos anticonceptivos.
Aunque se tiende a pensar que la forma primigenia del coito vaginal en humanos es el llamado a tergo o ventro-dorsal —ya que ésta existe en los otros mamíferos de modo casi excluyente—, existen estudios que ponen en duda esta teoría y encuentran relación entre las coacciones de tipo morfológico y la preferencia por el coito ventro-ventral en el hombre y en el chimpancé bonobo.
La forma más común de coito en humanos es la ventro-ventral o frontal, coloquialmente llamada posición del misionero, ya que popularmente se atribuye la introducción de esta forma de follar en Oceanía a los misioneros.
Otra posición frecuente durante el coito en los seres humanos es la posición de Andrómaca, con la mujer sentada sobre el hombre acostado. Esta pose da más posibilidad de movimientos tanto a la mujer como al varón, ya que ambos pueden usar sus manos para acariciar otras partes del cuerpo. La mujer puede estar de frente o de espaldas.

#### Anal
En el coito anal la penetración se realiza en el ano. En lenguaje académico también se utiliza a veces el término «pedicación» (del latín pœdicatio o pœdicationis).
La mucosa anal carece de lubricación y es más fácil de lesionar que la vagina, por lo cual, tiene mayor riesgo de transmisión de ITS, especialmente el VIH, si no se realiza de manera segura. Para ello es recomendable utilizar lubricantes a base de agua, que no afectan a los preservativos. Sin la protección e higiene adecuada, se corre el riesgo de contraer enfermedades infecciosas producto de microorganismos patógenos en las heces. Además, la penetración anal realizada de manera brusca y sin la suficiente lubricación, puede llegar a producir hemorroides.

### Prácticas sexuales no consentidas
En nuestra cultura el requisito para considerar una práctica sexual como parte de una relación sexual válida y no un delito, es el consentimiento. Así, las prácticas sexuales pueden ser consentidas o no.
Algunas de las prácticas sexuales en las que falta el consentimiento de una persona tienen nombres particulares.
- Violación que se produce cuando una persona tiene acceso sexual hacia otra, mediante el empleo de violencias físicas o psicológicas o mediante el uso de mecanismos que anulen el consentimiento de los ofendidos. También se habla de violación cuando la víctima no puede dar su consentimiento, como en los casos de incapaces mentales, menores de edad, o personas que se encuentran en estado de inconsciencia, a través de alcohol u otras drogas.
- Abuso sexual infantil o pederastia: es toda conducta en la que un menor es utilizado como objeto sexual por parte de otra persona con la que mantiene una relación de desigualdad, ya sea en cuanto a la edad, la madurez o el poder.
- Prostitución forzada, uno de los fines de la trata de personas mediada por cierto tipo de proxenetismo.

Otras prácticas donde falta el consentimiento son la necrofilia, práctica sexual entre una persona y un cadáver, y la zoofilia, la práctica sexual entre una persona y un animal.

## Efectos en la salud

### Beneficios
En los seres humanos, se ha informado que las relaciones sexuales y la actividad sexual en general tienen beneficios positivos para la salud como una mayor inmunidad al aumentar la producción de anticuerpos en el cuerpo y la consiguiente disminución de la presión arterial, y un menor riesgo de cáncer de próstata. La intimidad sexual y los orgasmos aumentan los niveles de la hormona oxitocina («la hormona del amor»), que puede ayudar a las personas a vincularse y generar confianza. Se cree que la oxitocina tiene un impacto más significativo en las mujeres que en los varones, lo que puede ser la razón por la que ellas asocian la atracción sexual o la actividad sexual con el romance.

### Riesgos
Las infecciones de transmisión sexual (ITS) son enfermedades causadas por bacterias, virus o parásitos que se transmiten por contacto sexual, durante el coito vaginal, anal u oral, por relaciones sexuales sin protección.  Las ITS inicialmente no causan síntomas, lo que aumenta el riesgo de transmitir la infección sin saberlo a una pareja sexual.

## Controversias sexuales
Las relaciones sexuales siempre han sido un tema controvertido a lo largo de la historia de todas las civilizaciones, especialmente en la cultura judeocristiana. Las religiones han influido de una forma importante en el concepto de la sexualidad. En términos generales se sabe que realizar el acto sexual contribuye a la relajación. Dentro de la cultura occidental, son ilegales determinados actos como la pederastia, el incesto, o la violación. La pederastia y la violación son delitos en casi todos los países del mundo.
Actividades sexuales como el adulterio, homosexualidad, orgías y relaciones prematrimoniales, pueden ser rechazadas o aceptadas por determinados grupos de personas, si bien son prácticas no sancionadas en gran parte de Occidente y otros lugares, mientras que existe una tendencia punitiva en sociedades teocráticas y fundamentalistas.
En muchos países islámicos toda actividad sexual fuera del matrimonio es ilegal. Entre esos países figuran Arabia Saudita, Pakistán, Afganistán, Irán, Kuwait, Maldivas, Omán, Emiratos Árabes Unidos, Marruecos, Sudán, Yemen, Mauritania, etc.